# Liptovský Michal
Liptovský Michal (in ungherese Szentmihály) è un comune della Slovacchia facente parte del distretto di Ružomberok, nella regione di Žilina.